# Partia Socjaldemokratyczna (Łotwa)
Partia Socjaldemokratyczna – SDP (łot. Sociāldemokrātiskā partija – SDP) – socjaldemokratyczne ugrupowanie łotewskie istniejące w latach 2002–2010.

## Historia
Partia powstała na początku 2002, po tym jak 5 posłów do Sejmu wybranych z listy Łotewskiej Socjaldemokratycznej Partii Robotniczej powołało do życia nową frakcję parlamentarną pod nazwą Związek Socjaldemokratyczny – SDS (łot. Sociāldemokrātu Savienība–SDS). Przewodniczącym klubu poselskiego został Egils Baldzēns, następnie Pēteris Salkazanovs. 23 kwietnia 2002 nowe ugrupowanie zostało zarejestrowane przez władze. W wyborach do Sejmu VIII kadencji w październiku 2002 partia poniosła klęskę nie uzyskując mandatów poselskich (padło na nią 1,5% głosów). W latach 2002–2003 ugrupowanie było popierane przez związany z LSDSP Socjaldemokratyczny Związek Młodzieży (Jaunatnes Sociāldemokrātiskā savienība, JSS). W wyborach do Parlamentu Europejskiego w 2004 partia zebrała 0,34% głosów wyborców, a w wyborach do rady miejskiej Rygi w 2005 – 0,18%. W tym samym roku przewodniczący SDP Salkazanovs i jej sekretarz generalna M. Teivāne przeszli do partii Nowi Demokraci (łot. Jaunie Demokrāti, JD), a założyciel ugrupowania E. Baldzēns do TB/LNNK. W 2006 rozpoczęły się negocjacje o powrocie na łono LSDSP, a w 2008 – o połączeniu z Centrum Zgody. W styczniu 2009 partia stała się częścią Centrum. Kandydaci SDP bez powodzenia ubiegali się o mandaty radnych w wyborach samorządowych w 2009. W 2009 ugrupowanie pod przewodnictwem Egilsa Rutkovskisa rozpoczęło integrację w ramach Socjaldemokratycznej Partii „Zgoda”.